# The Beach House
『The Beach House』（ザ ビーチ ハウス）は、日本の歌手、杏里の22枚目のオリジナル・アルバムである。2000年7月19日発売。発売元はフォーライフ・レコード。

## 概要
21stアルバム『EVER BLUE』以来およそ1年1ヶ月ぶりのオリジナル・アルバム。デビュー以来在籍していた、フォーライフ・レコードから発売された最後のオリジナル・アルバムである。

## 収録曲
全作詞：吉元由美 作曲（7以外）：ANRI 編曲（4以外）：小倉泰治
1. Surf Break Highway
2. 今日は泣くのにふさわしい日
3. 雨よりせつなく
4. Chain Affection
編曲：Jochem van der Saag
5. Touch Me in Paradise
6. たそがれ
7. Voice to Voice
作曲：小倉泰治
8. Ten Years Later～ボーイフレンド再び～
9. 愛しい
10. 千年の恋
TBS系列 ブロードキャスターエンディングテーマ